# Antoine Cormery
Pour l’article homonyme, voir Cormery.
Antoine Cormery est un journaliste français (né en 1966). Il travaille depuis 2006 sur France 24, chaîne de télévision française d’information internationale en continu.

## Biographie
Diplômé du Centre de formation des journalistes de Paris en 1991, Antoine Cormery collabore à l'AFP et à RFI puis intègre Europe 1 en remportant la bourse Lauga.
Il rejoint ensuite TF1 (service informations générales) puis M6 (Culture pub) avant d'entrer à France 2 en 1992. Grand reporter au service « économie », il devient chef adjoint du service « culture » puis du service « société ». Entre 1996 et 2004, il est « joker » du journal de 13 heures puis du journal de 20 heures de France 2, remplaçant de David Pujadas.
En 2003, il quitte France 2 pour revenir en radio, en prenant en charge la revue de presse sur France Info. Parallèlement, il devient directeur adjoint du Centre de formation et de perfectionnement des journalistes responsable du département « audiovisuel ».
En décembre 2006, il participe à la création de la chaîne de télévision française d’information internationale en continu France 24. Il y présente la matinale en français, l'émission hebdomadaire consacrée aux grands reportages Reporters, ainsi que des débats et des émissions spéciales comme Sur la route de Pékin lors des Jeux olympiques d'été de 2008 ou USA 2008 lors de l'élection présidentielle américaine de 2008 ou Haïti, un an après. 
À partir de septembre 2009, il présente  le talk-show Paris Direct, 2 heures d'information et de débat, puis une nouvelle version de 20 heures à minuit à partir d'octobre 2010 avec Léa Salamé jusqu'au départ de celle-ci pour I-Télé fin 2010.
Antoine Cormery est régulièrement intervenu pour des formations en France (CFJ, Sciences Po Paris, France 3, RFO, BFM, LCI, NRJ). Il dirige actuellement l'Académie France24, Monte Carlo Doualiya et RFI qui intervient dans le monde entier pour de la formation de journalistes et du conseil (Télévision nationale Tunisienne, Kurdistan 24, Télévision nationale du Congo, Télévision nationale Andorre, Télévision nationale Botswana, Télévision nationale du Tchad...)